# قلعة سانت دونات
قلعة سانت دونات ((بالويلزية: Castell Sain Dunwyd)‏)، سانت دونات، ويلز، هي قلعة من العصور الوسطى في وادي غلامورغان، على بعد حوالي 16 ميل (26 كـم) إلى الغرب من كارديف، وحوالي 1 1⁄2 ميل (2.4 كـم) إلى الغرب من Llantwit Major . يتموضع الموقع على المنحدرات المطلة على قناة برستل، منذ العصر الحديدي، تعود أصول القلعة الحالية إلى القرن الثاني عشر عندما بدأ دي هاويز ولاحقًا بيتر دي سترادلينج تطورها. وهي مملوكة لكلية العالم المتحد الأطلسية.

## معرض صور

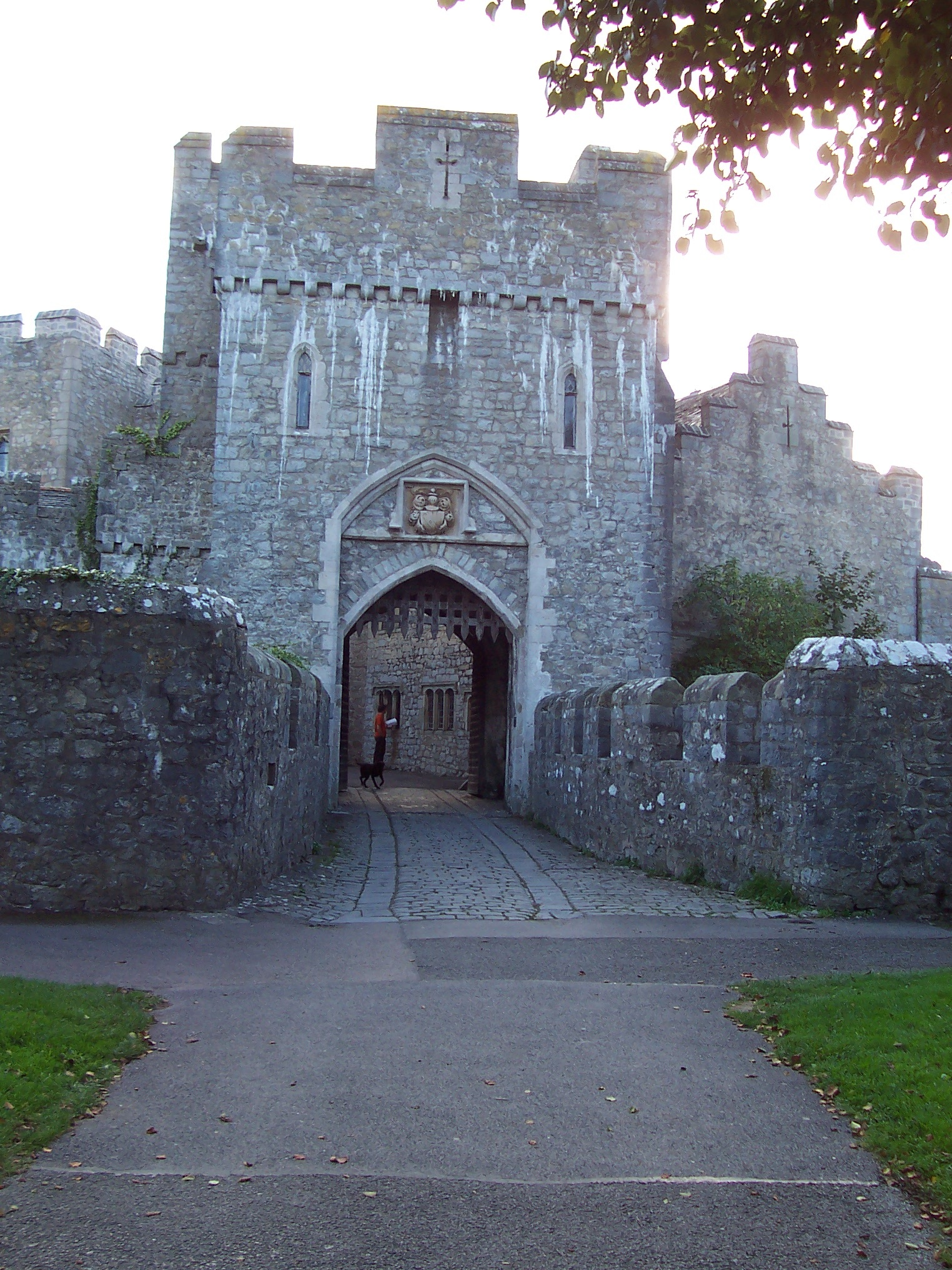
بوابة القلعة
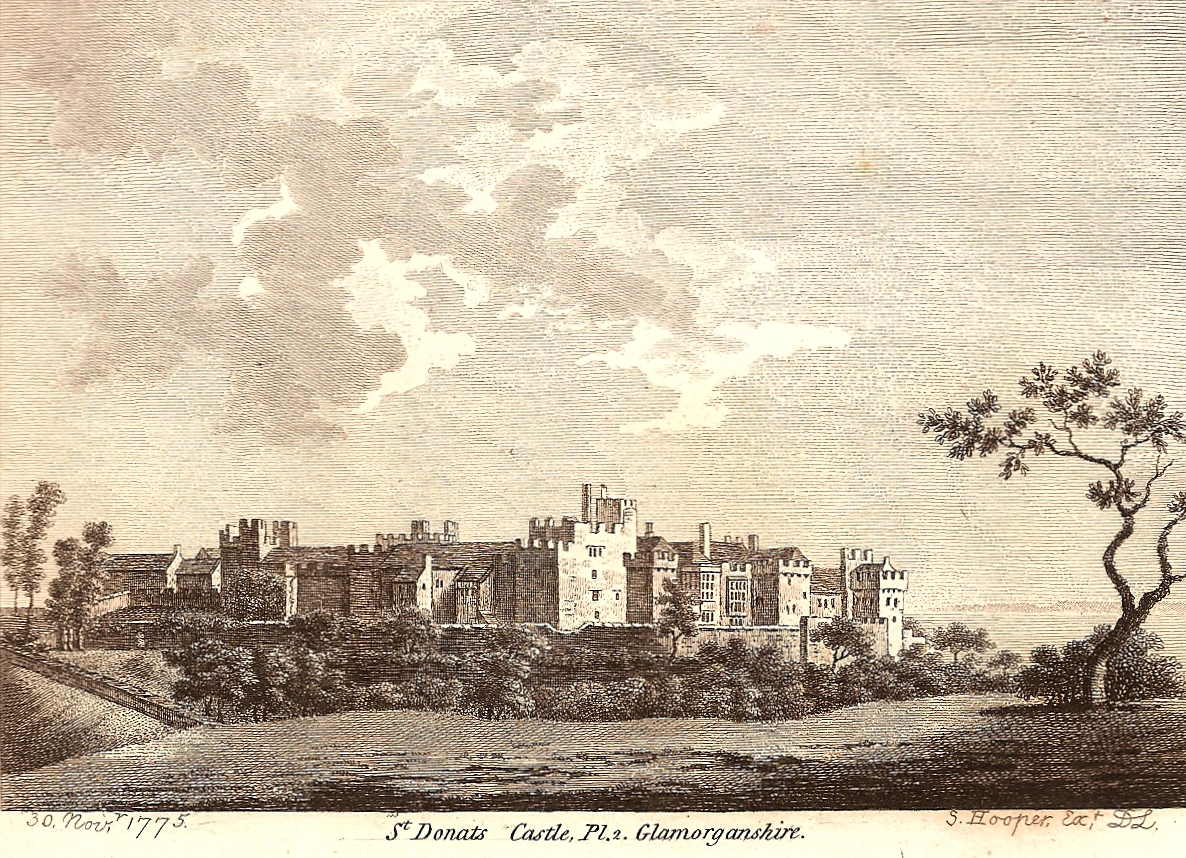
القلعة في طبعة 1775
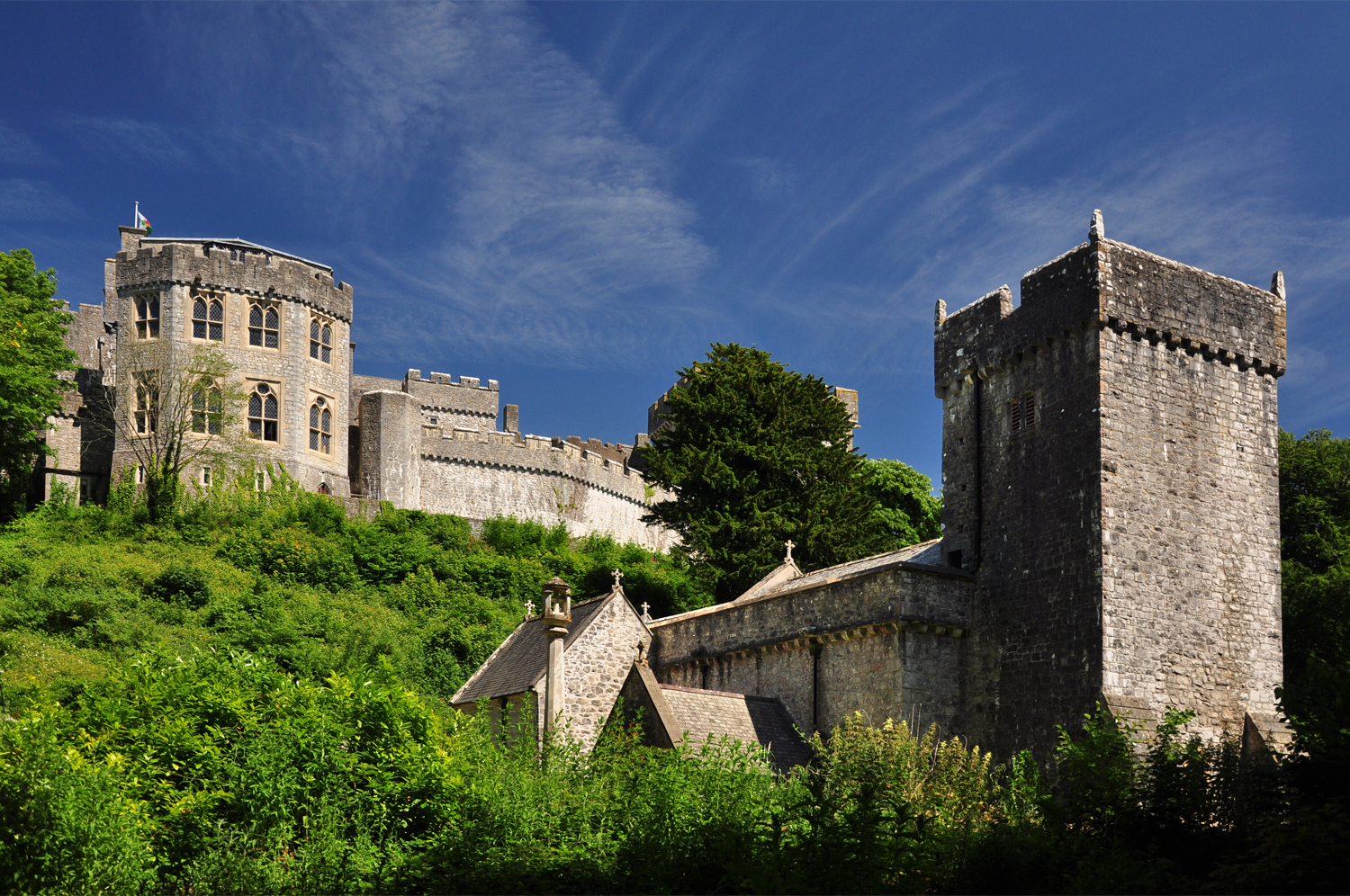
القلعة من كنيسة القديس دونات
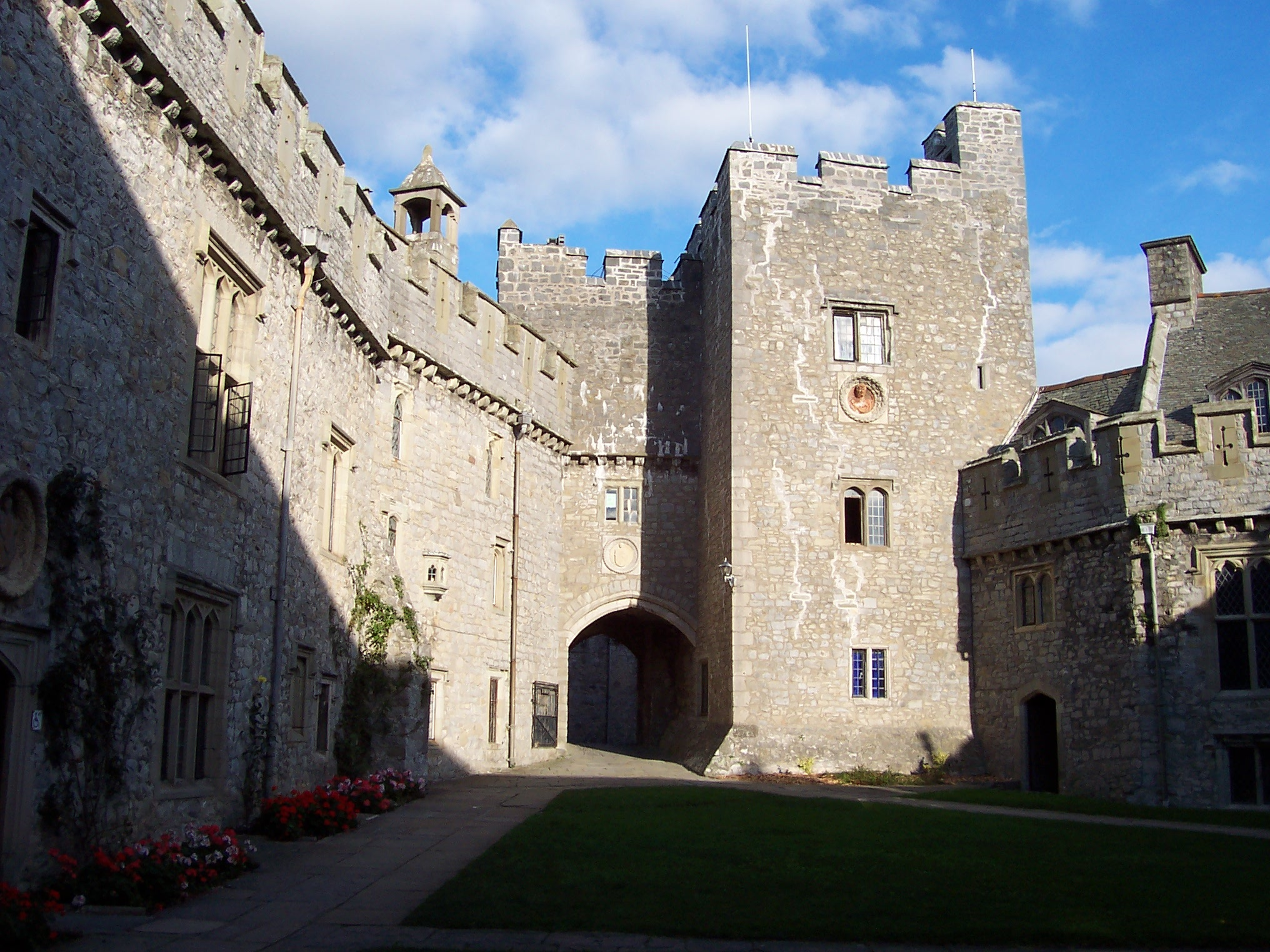
الفناء الخارجي
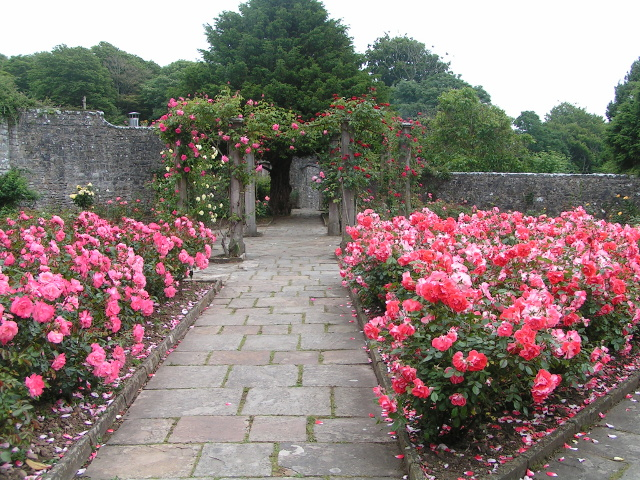
حديقة الورود في قلعة سانت دونات